# Ним (приток Малой Суны)
Ним — река в России, протекает по территории Пряжинского района Карелии. Берёт своё начало из озера Нимозеро, устье реки находится в 1,9 км от устья Малой Суны по левому берегу. Длина реки — 21 км, площадь водосборного бассейна — 104 км².

## Данные водного реестра
По данным государственного водного реестра России относится к Балтийскому бассейновому округу, водохозяйственный участок реки — Шуя, речной подбассейн реки — Свирь (включая реки бассейна Онежского озера). Относится к речному бассейну реки Нева (включая бассейны рек Онежского и Ладожского озера).
Код объекта в государственном водном реестре — 01040100112102000014578.